# Моллія
Моллія (італ. Mollia, п'єм. La Mòja) — муніципалітет в Італії, у регіоні П'ємонт,  провінція Верчеллі.
Моллія розташована на відстані близько 570 км на північний захід від Рима, 90 км на північ від Турина, 65 км на північний захід від Верчеллі.
Населення — 97 осіб (2014).

## Демографія
Населення за роками:

Станом на 1 січня 2023 року в муніципалітеті офіційно проживало 5 іноземців з 5 країн, серед них 1 громадянин країн Євросоюзу та 1 громадянин України.

## Сусідні муніципалітети
- Боччолето
- Кампертоньо
- Рима-Сан-Джузеппе
- Рива-Вальдоббія